# 斐茲洛伊區 (維多利亞省)
斐茲洛伊區（英語：Fitzroy）為澳洲維多利亞省墨爾本的一個內城市區，位於墨爾本商業中心區東北3（1.9英里）處。

## 歷史
斐茲洛伊區是墨爾本的首個市區，設立於1839年，得名於1846年至1855年的新南威爾斯州州長查爾斯·奧古斯都·斐茲洛伊爵士。
1858年開始以斐茲洛伊市之名義，成為獨立的行政區，1994年斐茲洛伊市與柯林伍德市和里奇蒙市合併成為雅拉市。前斐茲洛伊市政廳現在是雅拉市的二級辦公室。
斐茲洛伊區有豐富的文化歷史，南半球最古老的西洋棋俱樂部墨爾本國際象棋聯會也位於該地。